# Лебідь (яйце Фаберже)
Великоднє яйце «Лебідь» — ювелірний виріб фірми Карла Фаберже, виготовлений на замовлення російського імператора Миколи II у 1906 році як великодній подарунок для матері імператора Марії Федорівни. Присвячене сороковій річниці весілля Олександра III і Марії Федорівни.

## Дизайн
Золоте яйце покрите матовою емаллю бузкового кольору, що був улюбленим кольором імператриці Марії Федорівни, і прикрашене трельяжним орнаментом із хвилястих стрічок викладених діамантами огранювання «троянда». 

### Сюрприз
В середині яйця містить сюрприз — кошик з механічною фігуркою лебедя. Кошик утворюють гірлянди квітів із білого, жовтого і рожевого золота, що оздоблюють аквамаринову підставку. На підставці, як по озерцю, «плаває» мініатюрний лебідь. Коли активується механізм, лебідь розправляє крила, рухає ніжками і хвостиком; голова і шия з гордістю підіймаються, а потім знову опускаються. Ця механічна фігурка є прикладом неперевершеної майстерності майстрів фірми Фаберже.
Мініатюрний лебідь Фаберже був виготовлений після «Срібного лебедя» Джеймса Кокса (1773), який тепер зберігається в музеї «The Bowes» в Англії. Імовірно, Фаберже бачив його в Парижі на Всесвітній виставці у 1967 році.

## Історія
Яйце «Лебідь» — одне із дев'яти великодніх яєць Фаберже, що у 1927 році були продані через фірму «Антикваріат» Емануїлу Сноумену із лондонської галереї «Вартскі» (англ. Wartski). У 1933 році продане Чарлзу Парсонсу (Лондон). У 1939 році продане від імені Чарлза Парсонса нью-йоркською галереєю «Хаммер» королю Єгипту Фаруку. 
У 1954 році на аукціоні Sotheby's в Каїрі новим єгипетським урядом, який влаштував розпродаж майна Фарука, яйце придбала галерея «La Russie Veille» (Нью-Йорк). Згодом яйце продане галереєю швейцарському магнату Морісу Сандозу. З 1958 року — зібрання покійного доктора Моріса Сандоза; 1977 — колекція Едуарда і Моріса Сандозів (Швейцарія); 1995 — Фонд Едуарда і Моріса Сандозів (Лозанна, Швейцарія).
Фонду Едуарда і Моріса Сандозів належать також: 
- «Яйце-годинник Юсупова» (1907), виготовлене на замовлення князя Юсупова;
- «Павич» (1908), імператорське великоднє яйце з сюрпризом — механічним павичем.